# Senescens
Senescens kan referera till organismens åldrande men även till åldrande av celler och organ i kroppen. I fråga om en cell handlar det exempelvis om en avtagande förmåga att föröka sig med tiden. Varje cell är programmerad för ett visst antal celldelningar, och därefter slutar den delas. Cellen hamnar då i ett stillestånd som antingen följs av celldöd, så kallad apoptos, eller så kvarstår cellerna i kroppen i ett stadium som på engelska kallas just "senescence".